# Lemeșivka, Horodnea
Lemeșivka (în ucraineană Лемешівка) este localitatea de reședință a comunei Lemeșivka din raionul Horodnea, regiunea Cernihiv, Ucraina.

## Demografie
Componența lingvistică a localității Lemeșivka
     Ucraineană (98,66%)
     Rusă (1,17%)
     Alte limbi (0,17%)
Conform recensământului din 2001, majoritatea populației localității Lemeșivka era vorbitoare de ucraineană (98,66%), existând în minoritate și vorbitori de rusă (1,17%).